# Pădurea de frasini Urziceni
Pădurea de frasini Urziceni este o arie protejată de interes național, ce corespunde categoriei a IV-a (rezervație naturală de tip forestier), situată în județul Satu Mare, pe teritoriul administrativ al comunei Urziceni, satul Urziceni-Pădure.
Rezervația naturală are o suprafață de 38,50 ha, și reprezintă o arie împădurită cu specii lemnoase de frasin (Fraxinus), în asociere cu stejar (Quercus robur), specia de ulm de câmp Ulmus minor, plop alb (Populus alba), plop negru (Populus nigra), alun (Corylus avellana), soc (Sambucus L.), corn (Cornus mas), etc.